# Orilla del Mar
Orilla del Mar är en ort i Mexiko.   Den ligger i kommunen Santa María Tepantlali och delstaten Oaxaca, i den sydöstra delen av landet, 400 km sydost om huvudstaden Mexico City. Orilla del Mar ligger 1 475 meter över havet och antalet invånare är 202.
Terrängen runt Orilla del Mar är kuperad åt sydost, men åt nordväst är den bergig. Runt Orilla del Mar är det glesbefolkat, med 10 invånare per kvadratkilometer. Närmaste större samhälle är San Juan Juquila, 7,0 km sydost om Orilla del Mar. I omgivningarna runt Orilla del Mar växer i huvudsak städsegrön lövskog.